# Adriatische Zee
De Adriatische Zee (Italiaans: Mare Adriatico, Sloveens: Jadransko morje/Jadran, Kroatisch en Bosnisch: Jadransko more, Servisch: Јадранско море, Albanees: Deti Adriatik, Latijn: Hadriaticum) is een randzee van de Middellandse Zee tussen het Apennijns Schiereiland en het Balkanschiereiland. De zee wordt van de Ionische Zee gescheiden door het Kanaal van Otranto. De naam van de zee komt van het Noord-Italiaanse voormalig kuststadje Adria, dat inmiddels meer dan 20 kilometer van de kust ligt door geologische activiteiten die ervoor zorgen dat de zeebodem in het noorden steeds verder omhoog komt (landaanwas) en in het zuiden steeds verder zakt.
De zee wordt in het westen begrensd door Italië en in het oosten door Slovenië, Kroatië, Bosnië en Herzegovina, Montenegro en Albanië. Deze landen werken met elkaar samen in de Adriatische Euregio.
Er liggen meer dan 1300 eilanden waarvan veruit de meeste aan de oostkust bij Kroatië. Langs de oostkust liggen de Dalmatische Eilanden en de Kvarner-eilanden, die alle tot Kroatië behoren. Krk en Cres behoren tot de laatste groep en zijn de grootste eilanden in de Adriatische Zee.

Dieptekaart

De Adriatische Zee is gemiddeld 260 meter diep en maximaal 1233 meter. Het noordelijke deel, ten noorden van de lijn Ancona en Zadar, is het minst diepe deel en komt nergens onder de 100 meter uit. Ten zuiden van de lijn zakt de zeebodem geleidelijk dieper weg. Tussen Bari en Dubrovnik ligt de bodem tot meer dan 1200 meter onder het zeeniveau.
In het noorden heerst een vochtig subtropisch klimaat, volgens de klimaatclassificatie van Köppen Cfa, met natte zomers en koudere en drogere winters. In het zuidelijke deel is er overwegend mediterraan klimaat (Csa). De temperatuur van het water op zeeniveau schommelt tussen de 22 en 30 °C in de zomer en tussen de 12 en 14 °C in de winter. In het noordwesten van de zee wordt het water nog kouder in de winter. In strenge winters kan zeeijs voorkomen in de ondiepe delen.

## Steden
De belangrijkste steden aan de Adriatische Zee zijn:
- Brindisi
- Budva
- Bari
- Pescara
- Ancona
- Rimini
- Ravenna
- Venetië
- Triëst
- Koper
- Izola
- Bar
- Piran
- Pula
- Rijeka
- Zadar
- Šibenik
- Split
- Dubrovnik
- Durrës
- Vlorë
- Poreč
- Neum

Triëst beschikt van deze steden over de grootste haven.

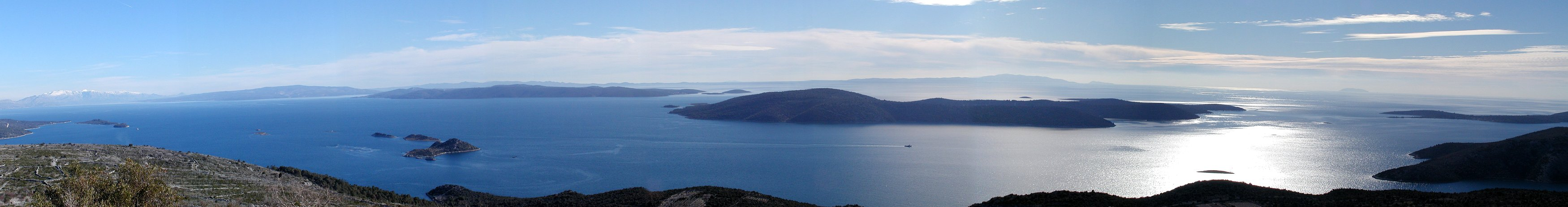
Adriatische Zee (Kroatië)